# Норвезький національний театр
Норвезький національний театр (норв. Nationaltheatret) — драматичний театр в столиці Норвегії Осло, відкритий 1899 року.

## Історія
Театр був відкритий у спеціально для нього збудованому будинку на вулиці Карла-Юхана. Автор проєкту будівлі театру архітектор Генрік Булль (норв. Henrik Bull). У 1983 році будівлю театру було визнано об'єктом культурної спадщини.
У день відкриття 1 вересня грали комедію Людвіга Хольберга, на другий день була драма Генріка Ібсена «Ворог народу», на третій день драма Б'єрнсона «Сігурд Хрестоносець». Протягом цих трьох вечорів були присутні Бйорнсон та Ібсен, а в перший день в театрі також був і король Швеції і Норвегії Оскар II.
Театр був заснований за приватною ініціативою і спершу існував виключно на приватні кошти. Вже в 1906 році, через рік після того, як Норвегія отримала незалежність від Швеції, театр переживає економічну кризу.
На сцені театру ставилися видатні твори зарубіжних і національних драматургів: «Варавва» Нурдаля Гріга (1927), «Наша честь, наше могутність» Нурдаля Грига (1935), «Професор Мамлок» Вольфа (1935), «Кат» Лагерквіста (1935), «Перемога у пітьмі» Лагерквіста (1939), «Мати» Чапека (1940 ), «Господь і його слуги» Х'єлланна (1955).
9 квітня 1940 року Норвегія була окупована нацистською Німеччиною. Під час окупації Норвегії театр використовувався як казарма для розміщення гітлерівських солдатів. Пізніше окупаційна влада змусила поставити кілька вистав німецьких авторів, а також опер Вагнера і оперет німецькою мовою. У травні 1941 року 6 працівників театру потрапили під підозру гестапо і були негайно звільнені з театру. 24 травня було заарештовано вже 13 осіб, їх відпустили лише через два тижні.
9 жовтня 1980 року в будівлі театру сталася пожежа, яка знищила сцену і сценічне обладнання. Зал театру майже не постраждав, оскільки вчасно вдалося опустити пожежну завісу. Як згодом було встановлено, причиною пожежі стала лампа софіта, яка вибухнула.

## Директори театру
| - 1899–1907 Б'єрн Б'єрнсон - 1908–1911 Vilhelm Krag - 1911–1923 Halfdan Christensen - 1923–1927 Б'єрн Б'єрнсон - 1928–1930 Einar Skavlan - 1930–1933 Halfdan Christensen - 1933–1934 Anton Rønneberg - 1934–1935 Johan Henrik Wiers-Jensen - 1935–1941 Axel Otto Normann - 1941–1945 Gustav Berg-Jæger - 1945–1946 Axel Otto Normann | - 1946–1960 Knut Hergel - 1960–1961 Carl Fredrik Engelstad - 1962–1967 Erik Kristen-Johanssen - 1967–1978 Arild Brinchmann - 1978–1986 Toralv Maurstad - 1986–1988 Kjetil Bang-Hansen - 1988–1990 Ellen Horn, Ole-Jørgen Nilsen und Sverre Rødahl - 1990–1992 Stein Winge - 1992–2000 Ellen Horn - 2000–2008 Eirik Stubø - 2009–2021 Hanne Tømta - з 2021 Крістіан Селтун. |

## Режисери
- Казімеж Деймек (1924, Ковель — 2002, Варшава) — польський актор, режисер, міністр культури.
- Крістіан Селтун (з 2021)[4].

## Пам'ятники при вході до театру

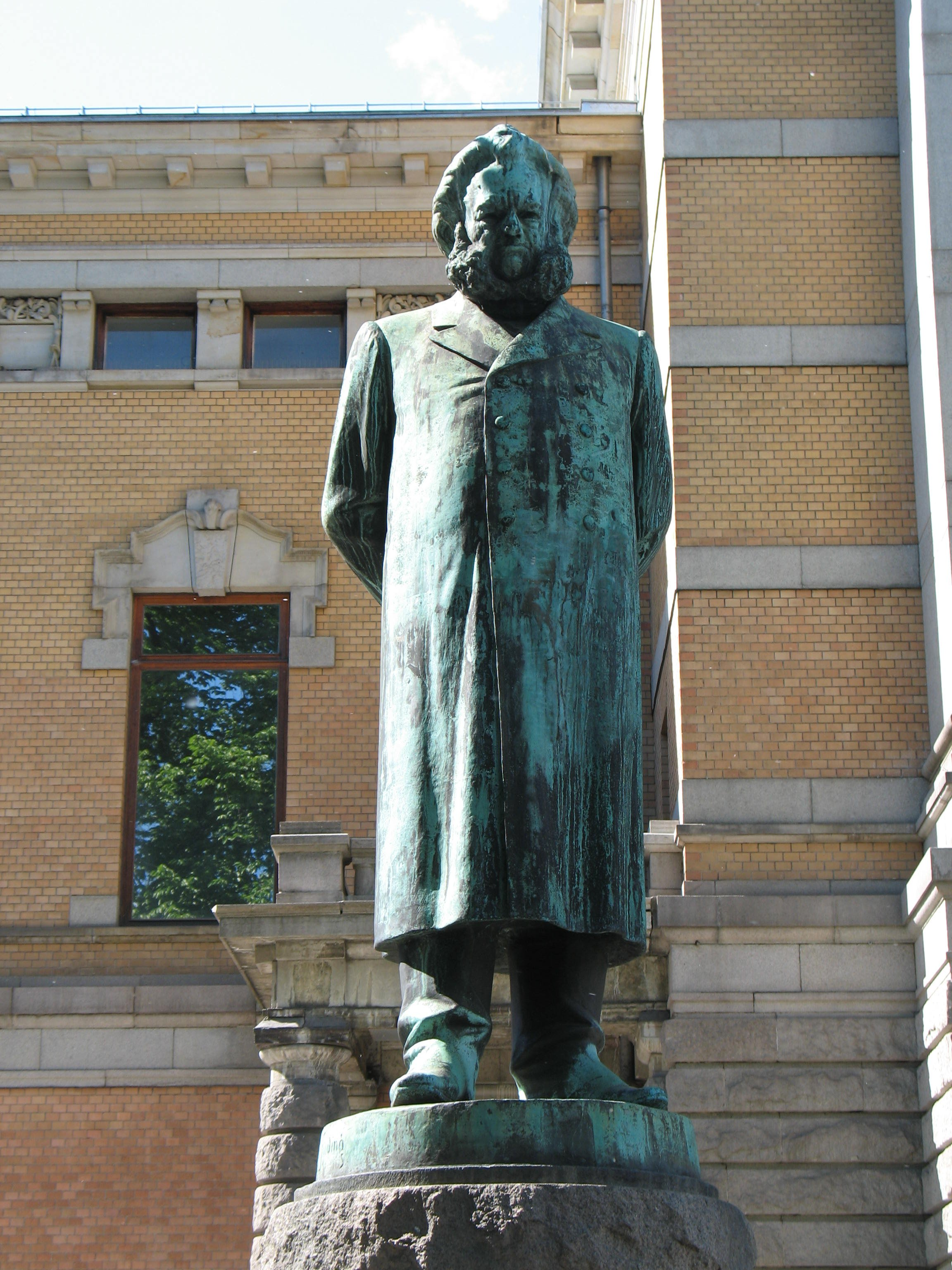
Генрік Ібсен
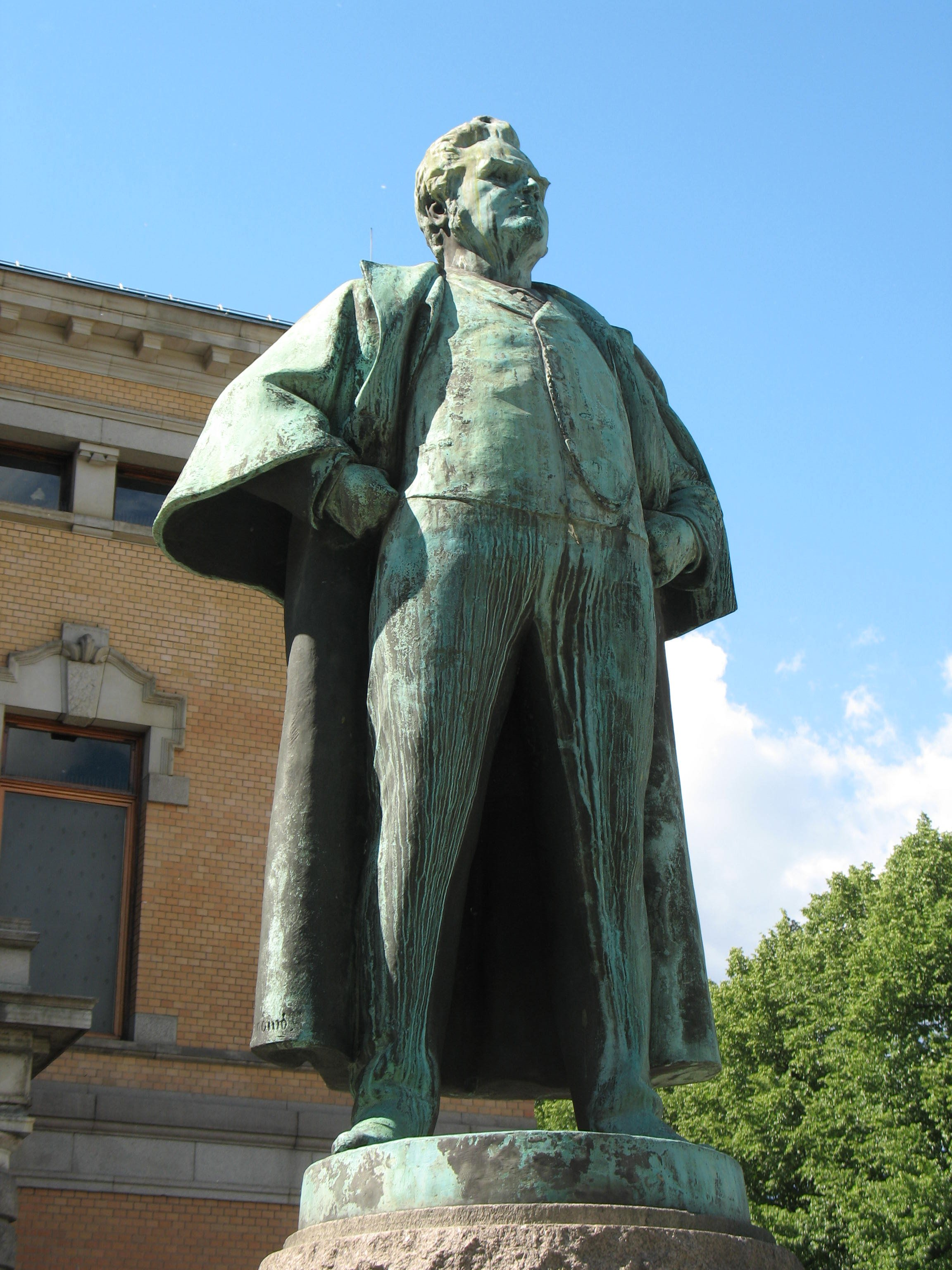
Б'єрнстьєрне Б'єрнсон